# 7671 Albis
7671 Albis eller 1995 UK1 är en asteroid i huvudbältet som upptäcktes den 22 oktober 1995 av den tjeckiska astronomen Zdeněk Moravec vid Kleť-observatoriet. Den är uppkallad efter det latinska namnet på floden Elbe.
Asteroiden har en diameter på ungefär 2 kilometer.